# Schefflera planchoniana
Schefflera planchoniana là một loài thực vật có hoa trong Họ Cuồng cuồng. Loài này được (Marchal) Harms miêu tả khoa học đầu tiên năm 1894.